# Liste der Kulturdenkmäler in Nassau (Lahn)
In der Liste der Kulturdenkmäler in Nassau sind alle Kulturdenkmäler der rheinland-pfälzischen Ortsgemeinde Nassau einschließlich der Stadtteile Bergnassau und Scheuern aufgeführt. Grundlage ist die Denkmalliste des Landes Rheinland-Pfalz (Stand: 8. Dezember 2023).

## Denkmalzonen
| Bezeichnung                    | Lage                                        | Baujahr                | Beschreibung | Bild                           |
| ------------------------------ | ------------------------------------------- | ---------------------- | --- | ------------------------------ |
| Denkmalzone Steinsches Schloss | Nassau, Schloßstraße 1/1a Lage              | 1621                   | Massivbau mit Säulenportal, 1621, Treppenturm und Querflügel, zweite Hälfte des 17. Jahrhunderts, Seitenflügel mit Mansarddächern, 1755; achteckiger neugotischer Turm, begonnen 1814, Architekt Johann Claudius von Lassaulx, Koblenz; Park | weitere Bilder Fotos hochladen |
| Denkmalzone Jüdischer Friedhof | Nassau, östlich der Stadt an der B 417 Lage | spätes 18. Jahrhundert | teilweise von einer Bruchsteinmauer eingefasstes Areal mit insgesamt etwa 60 Grabsteinen; im späten 18. Jahrhundert angelegt | weitere Bilder Fotos hochladen |

## Einzeldenkmäler
| Bezeichnung                    | Lage                                                   | Baujahr                            | Beschreibung | Bild                           |
| ------------------------------ | ------------------------------------------------------ | ---------------------------------- | --- | ------------------------------ |
| Stadtbefestigung Nassau        | Nassau                                                 | 1323/24                            | ehemals fünf Tortürme und Erdwälle der Stadtmauer, 1323/24, Mauern von 1546; erhalten: Grauer Turm, achteckiger Zeltdachbau (neben Am Grauen Turm 2); Eimelsturm, fünfeckig (bei Am Eimelsturm 7); Rest der Mühlpforte (an Mühlpforte 5)                                                                                          | weitere Bilder Fotos hochladen |
| Rathaus                        | Nassau, Am Adelsheimer Hof 1 Lage                      | 1607–09                            | ehemaliger Adolzheimer Hof; stattlicher dreigeschossiger Fachwerkbau, Erdgeschosslaube, 1607–09; nach Kriegsbeschädigung 1945 wiederhergestellt | weitere Bilder Fotos hochladen |
| Wohnhaus                       | Nassau, Am Eimelsturm 3 Lage                           | 1804                               | siebenachsiger Fachwerkbau, verputzt, bezeichnet 1804 und 1954 | Fotos hochladen                |
| Eimelsturm                     | Nassau, Am Eimelsturm, bei Nr. 7 Lage                  | 1323/24                            | fünfeckiger Turm der Stadtbefestigung, 1323/24 | weitere Bilder Fotos hochladen |
| Grauer Turm                    | Nassau, Am Grauen Turm, neben Nr. 2 Lage               | 1323/24                            | achteckiger Turm mit Zeltdach, Teil der Stadtbefestigung, 1323/24 | weitere Bilder Fotos hochladen |
| Kriegerdenkmal                 | Nassau, Am Marktplatz Lage                             | 1923                               | Kriegerdenkmal 1914/18 als Brunnen, bezeichnet 1923 | weitere Bilder Fotos hochladen |
| Wohn- und Geschäftshaus        | Nassau, Kettenbrückstraße 4 Lage                       |                                    | spätklassizistisches Wohn- und Geschäftshaus; nach heutigen Maßstäben kein Denkmal, da durch moderne Ladeneinbauten zu stark verändert | Fotos hochladen                |
| Wohn- und Geschäftshaus        | Nassau, Kettenbrückstraße 6 Lage                       | nach 1830                          | langgestrecktes spätklassizistisches Eckwohn- und Geschäftshaus, wohl bald nach 1830 | Fotos hochladen                |
| Evangelische Pfarrkirche       | Nassau, Kettenbrückstraße 8 Lage                       |                                    | spätromanischer Chorturm, romanisches Schiff, frühgotisch erweitert | weitere Bilder Fotos hochladen |
| Pfarrhof                       | Nassau, Kirchstraße 6 Lage                             | 16. Jahrhundert                    | verputztes Wohnhaus, im Kern aus dem 16. Jahrhundert, Querbau aus dem 17. Jahrhundert, 1835 durchgreifend umgestaltet; verputzte Fachwerkscheune | weitere Bilder Fotos hochladen |
| Wohn- und Geschäftshaus        | Nassau, Lahnstraße 1 Lage                              | um 1850/60                         | langgestreckter stattlicher Putzbau, zweieinhalbgeschossige Eckbauten, im Kern wohl um 1850/60, Ausbau des Mansarddachs um 1910 | weitere Bilder Fotos hochladen |
| Mühlpforte                     | Nassau, Mühlpforte, an Nr. 5 Lage                      | 1323/24                            | Rest der Mühlpforte, Teil der 1323/24 errichteten Stadtbefestigung | weitere Bilder Fotos hochladen |
| Forstamt                       | Nassau, Neuzebachweg 1 Lage                            | Ende des 19. Jahrhunderts          | villenartiger Backsteinbau, teilweise mit Zierfachwerk, Ende des 19. Jahrhunderts | BW                             |
| Villa                          | Nassau, Obernhofer Straße 41 Lage                      | um 1910                            | Villa, um 1910; Gesamtanlage mit parkartigem Gelände und Zufahrtstor | Fotos hochladen                |
| Gasthaus Zum Stern             | Nassau, Römerstraße 3 Lage                             | 1649                               | verputzter Fachwerkbau, teilweise massiv, wohl von 1649 | Fotos hochladen                |
| Buderushaus                    | Nassau, Schloßstraße 3 Lage                            | 1800                               | stattlicher Fachwerkbau, bezeichnet 1800 | weitere Bilder Fotos hochladen |
| Freiherr-vom-Stein-Grundschule | Nassau, Windener Straße 21 Lage                        | um 1910/15                         | Zweiflügelbau, Reformarchitektur, um 1910/15 | weitere Bilder Fotos hochladen |
| Rezeptur                       | Bergnassau, Bezirksstraße 9 Lage                       | 1544                               | ehemalige Rezeptur; stattlicher verputzter Fachwerkbau, Dendrodatierung des Dachstuhls 1544 | BW                             |
| Haus Lahnberg                  | Bergnassau, Bezirksstraße 11 Lage                      | um 1910/20                         | bis 2012: Karl-Todt-Haus; stattlicher Mansarddachbau mit Seitenrisaliten, um 1910/20 | Fotos hochladen                |
| Wohnhaus                       | Bergnassau, Bezirksstraße 20 Lage                      | zweite Hälfte des 17. Jahrhunderts | stattlicher Fachwerkbau, zweite Hälfte des 17. Jahrhunderts | BW                             |
| Wohnhaus                       | Bergnassau, Glockenstraße 1 Lage                       | 17. oder 18. Jahrhundert           | Fachwerkhaus, teilweise verputzt, wohl aus dem 17. oder 18. Jahrhundert | BW                             |
| Burg Nassau                    | Bergnassau, nordwestlich des Ortes Lage                | 12. Jahrhundert                    | ungefähr rechteckiger Bering, wohl aus dem 12. Jahrhundert; Hauptturm, um 1300, Reste eines weiteren Turms, Grundmauern des Palas, Torzwinger; Burgruine Stein (⊙), unregelmäßig rechteckiger Bering; Gesamtanlage mit Steins-Denkmal (⊙), 1953                                                                                   | weitere Bilder Fotos hochladen |
| Villa                          | Bergnassau, nordwestlich des Ortes (Koppelheck 3) Lage | Mitte des 19. Jahrhunderts         | ehemalige Fabrikantenvilla; spätklassizistischer kubischer Putzbau, Mitte des 19. Jahrhunderts | BW                             |
| Ortsbefestigung Scheuern       | Scheuern Lage                                          |                                    | Reste der mittelalterlichen Ringmauer (Mühlstraße 21 und 23, entlang der nördlich anschließenden Grundstücksgrenzen und Brückenstraße 26) | BW                             |
| Wohnhaus                       | Scheuern, Am Burgberg 5 Lage                           | 17. oder 18. Jahrhundert           | Fachwerkhaus, verputzt und verschiefert, wohl aus dem 17. oder 18. Jahrhundert | BW                             |
| Wohnhaus                       | Scheuern, Brückenstraße 2 Lage                         | zweite Hälfte des 17. Jahrhunderts | Fachwerkhaus, teilweise verputzt, zweite Hälfte des 17. Jahrhunderts | BW                             |
| Wohnhaus                       | Scheuern, Brückenstraße 20 Lage                        | erste Hälfte des 18. Jahrhunderts  | Fachwerkhaus, teilweise verputzt, erste Hälfte des 18. Jahrhunderts | BW                             |
| Wohnhaus                       | Scheuern, Dienethaler Straße 3 Lage                    | 18. Jahrhundert                    | Fachwerkhaus, teilweise massiv, 18. Jahrhundert | BW                             |
| Stiftung Scheuern              | Scheuern, Friedhofstraße Lage                          | 1596                               | zuvor: Heil- und Pflegeanstalt bzw. Heilerziehungs-und Pflegeheime Scheuern; mehrteiliger Gebäudekomplex; niedriger Bau mit polygonalem Treppenturm, bezeichnet 1596; dreigeschossiger Bau, bezeichnet 1885; Westflügel, bezeichnet 1876 und 1927; Dreiflügelbau, Mansarddach, Anfang des 20. Jahrhunderts; bauliche Gesamtanlage | weitere Bilder Fotos hochladen |
| Wohnhaus                       | Scheuern, Mühlstraße 2 Lage                            | 18. Jahrhundert                    | Wohnhaus, teilweise verputzt und Fachwerk, 18. Jahrhundert, Kniestock um 1900 | BW                             |
| Scheuerner Mühle               | Scheuern, Mühlstraße 16 Lage                           | 17. oder 18. Jahrhundert           | stattliches dreigeschossiges Fachwerkhaus, teilweise massiv, 17. oder 18. Jahrhundert, jüngerer Kniestock | BW                             |
| Wohnhaus                       | Scheuern, Mühlstraße 23 Lage                           | zweite Hälfte des 18. Jahrhunderts | Fachwerkhaus, zweite Hälfte des 18. Jahrhunderts | BW                             |
| Baums-Denkmal                  | Scheuern, südlich des Ortes auf dem Holmersberg Lage   |                                    | | BW                             |